# Haus Horst (Mönchengladbach)

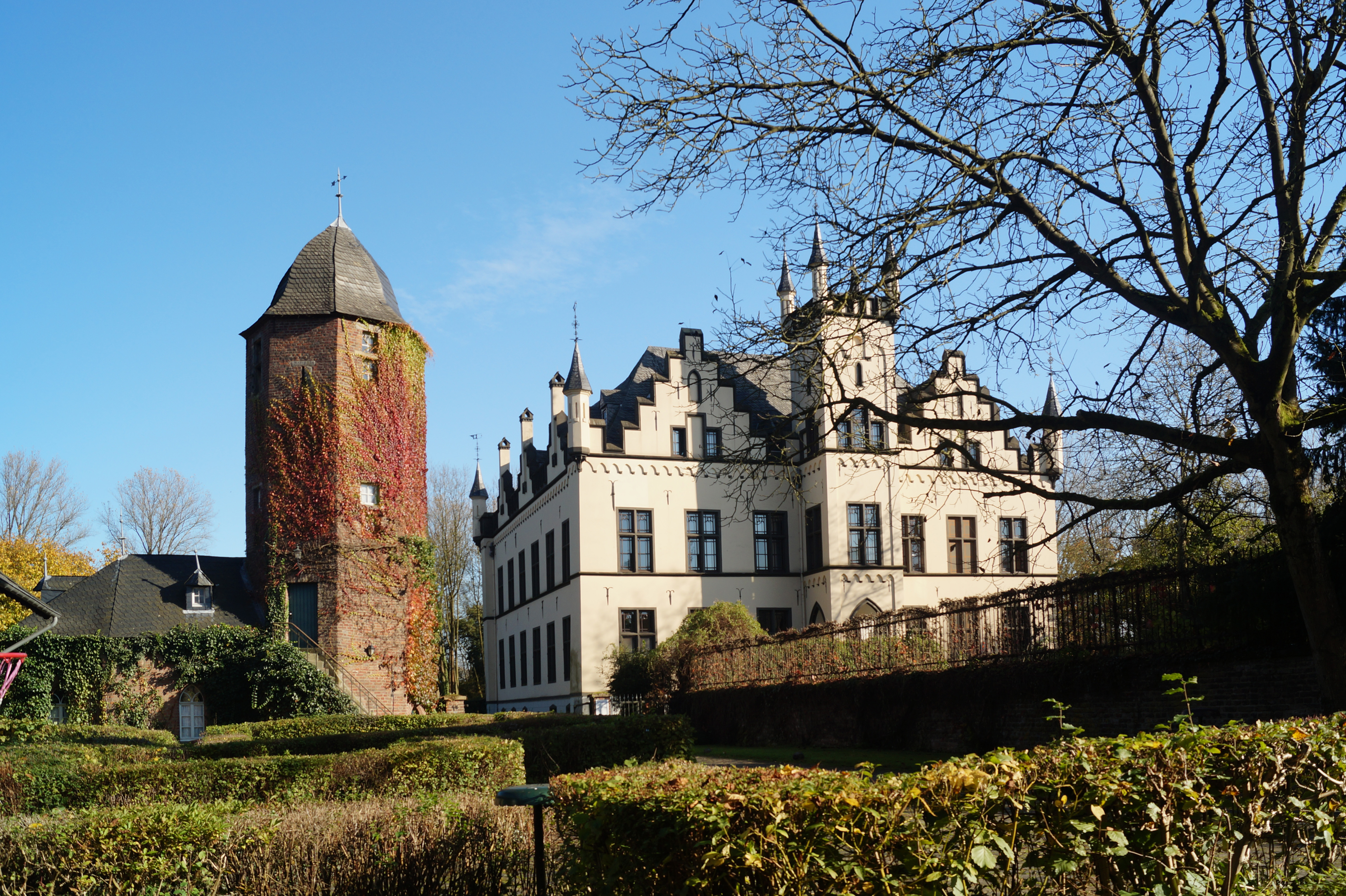
Haus Horst in Mönchengladbach-Giesenkirchen (2014)

Haus Horst ist ein wasserumwehrter ehemaliger Rittersitz im Mönchengladbacher Stadtteil Giesenkirchen und liegt nur 1,7 Kilometer Luftlinie von Schloss Liedberg entfernt. Die Anlage steht seit dem 4. Dezember 1984 unter Denkmalschutz. Sie war Stammsitz des gleichnamigen westfälischen Adelsgeschlechts von der Horst und besaß früher die Landtagsfähigkeit. Weil das historistische Herrenhaus heute als Privatklinik genutzt wird, ist nur der Vorburgbereich öffentlich zugänglich.

## Geschichte
Horst wird erstmals in einer Urkunde vom 15. Januar 1338 genannt. An jenem Tag trug der Ritter Hermann von der Horst sein „castrum meum dictumdy Hurst situn prope Ledeberg“ mit Zustimmung seiner Frau Margaretha für erhaltene 200 Mark dem Kölner Erzbischof Walram von Jülich zu Lehen auf. Das von Wassergräben, Gewässern und Fischereien umgebene Haus wurde damit samt Vorburg und Suburbium zu einem Offenhaus des Kölner Erzstifts im Amte Liedberg. Rabodo, wahrscheinlich der Sohn Hermanns, gewährte dem größten Kölner Konkurrenten um die Macht in dieser Region, dem Grafen Adolf I von Kleve, am 24. Mai 1375 für 240 Goldschilde ebenfalls das Öffnungsrecht für sein Haus. Unter Rabodos Sohn Hermann wurde Horst am 21. Dezember 1399 zudem zum Offenhaus des Johann II. von Loon, Herrn zu Jülich, Heinsberg und Löwenberg-Millen.

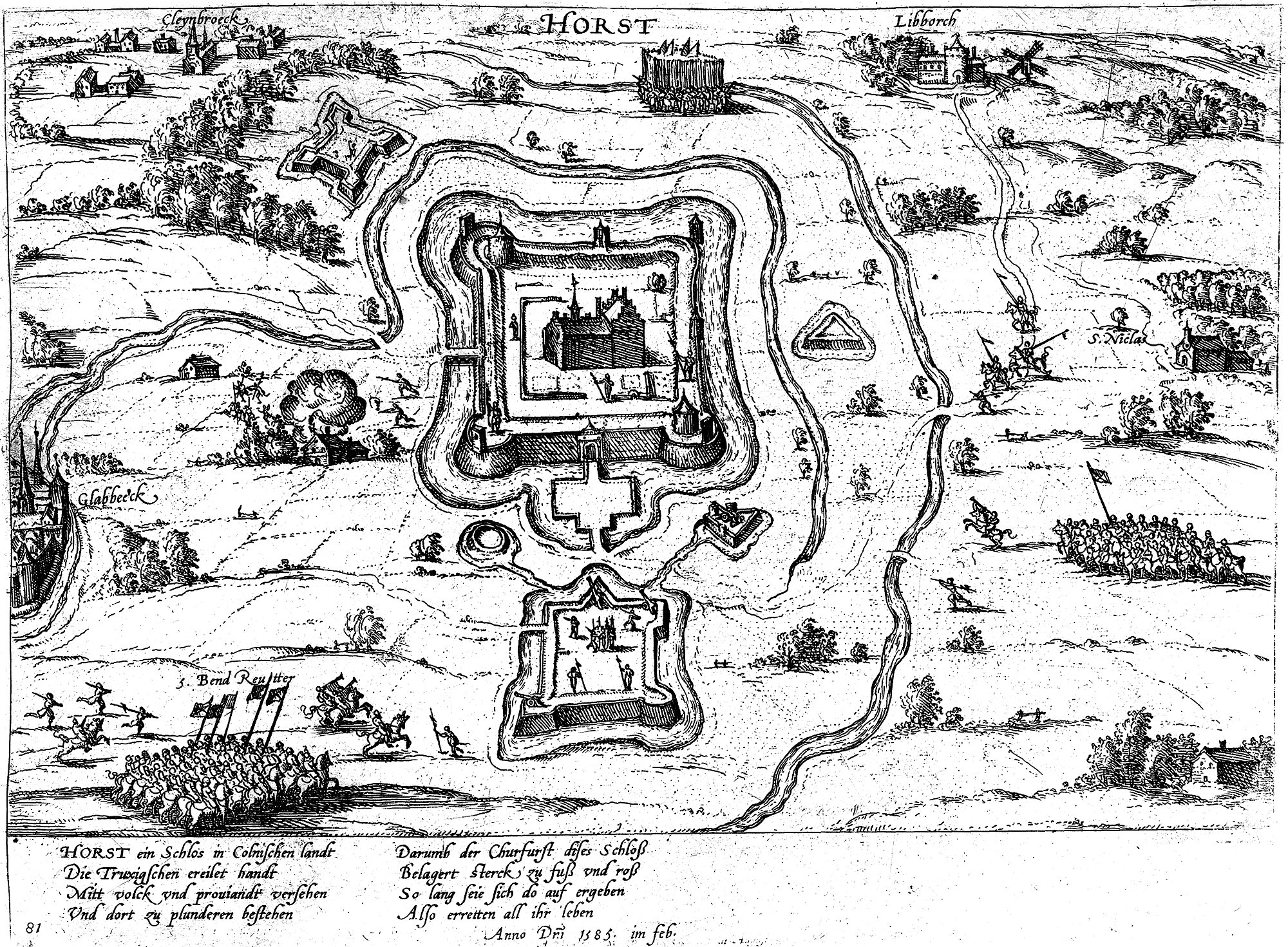
Belagerung von Haus Horst 1585, Stich von Frans Hogenberg

Als ein weiterer Rabodo von der Horst kurz vor 1484 starb, kam es zu Erbstreitigkeiten um den Rittersitz. Rabodos jüngerer Bruder Johann, der Mönch in der Abtei Siegburg war, hatte zugunsten Arnds von Wachtendonk auf sein Erbe verzichtet, sodass Arnd 1484 als Lehnsnehmer eingesetzt wurde. Aber ein weiterer Bruder Rabodos machte ebenfalls Ansprüche auf Haus Horst geltend: Wilhelm von der Horst, klevischer Erbmarschall, erreichte durch seine Bemühungen schlussendlich, dass ihn Erzbischof Hermann IV. am 8. August 1492 mit dem Haus belehnte. Er war der letzte männliche Spross der Familie auf Haus Horst, denn nach seinem Tod ging der Besitz am 9. März durch seine Erbtochter Elisabeth an deren Ehemann Elbert von Palant. Über Elberts jüngeren Sohn Werner kam die Anlage im März 1572 an Werners Neffen Friedrich von Palant zu Issum. Während des Truchsessischen Kriegs befand sich die Anlage kurzzeitig in der Gewalt von Anhängern des zum Protestantismus übergetretenen Kurfürsten Gebhard Truchsess von Waldburg-Trauchburg. Aus diesem Grunde ließ Ernst von Bayern das anlässlich der gewaltsamen Auseinandersetzungen befestigte Haus ab Februar 1585 belagern und konnte es nach Abzug der 150 Mann starken Burgbesatzung am 6. März einnehmen.
Friedrich von Palants Tochter Maria Adriane heiratete 1609 Johann von Dorth und brachte Horst an die Familie ihres Mannes, der am 3. Juni als Lehnsnehmer eingesetzt wurde. Er ließ das alte Burghaus im Jahr 1618 komplett umgestalten. Sein Sohn Werner Wilhelm wurde 1650 in den Reichsfreiherrenstand erhoben. Zuvor war Horst im Jahr 1639 der Status einer Unterherrschaft (siehe Horst (Kurköln)) mit eigener Jurisdiktion zugebilligt worden. Dabei wurde der protestantischen Familie von Dorth jedoch untersagt, den reformierten Glauben in Horst einzuführen. Die Genehmigung für protestantische Gottesdienste war auf das Haus Horst und dessen Bewohner beschränkt. Nach Wilhelms Tod am 13. April 1693 folgte ihm sein Neffe Jacob Ludwig Zeno Friedrich als Besitzer von Horst nach. Dessen Bruder Johann Adrian Adolf von Dorth war der letzte protestantische Besitzer Horsts. Er trat seinem jüngeren, zum Katholizismus übergetretenen Sohn Clemens Zeno den Besitz am 26. Januar 1746 ab. Beim Tod des Vaters im September 1747 ließ Clemens Zeno seine Mutter Magdalena Katharina Judith von Neuhoff, genannt Ley, und seinen älteren Bruder Johann Adolf Sigismund mit Waffengewalt aus Haus Horst vertreiben. Die Mutter prozessierte dagegen vor dem Reichskammergericht und erhielt Recht, was jedoch das Kölner Erzstift nicht davon abhielt Clemens Zeno wiederholt – zuletzt 1762 – mit Horst zu belehnen. Dass der Streit anscheinend gütlich beigelegt wurde, zeigt der Fakt, dass Clemens Zenos Mutter 1753 wieder auf Haus Horst wohnte. In der Folgezeit verschuldet sich die Familie so stark, dass Haus und Herrschaft Horst schließlich zwangsversteigert wurden. Käufer war am 18. Juni 1782 Theodor von Hallberg, der für 32.250 Taler den Zuschlag erhielt. Seiner Belehnung am 14. März 1783 folgte kurz darauf die Ernennung in den Grafenstand. Clemens Zenos Söhne versuchten vergeblich, den Kauf annullieren zu lassen.

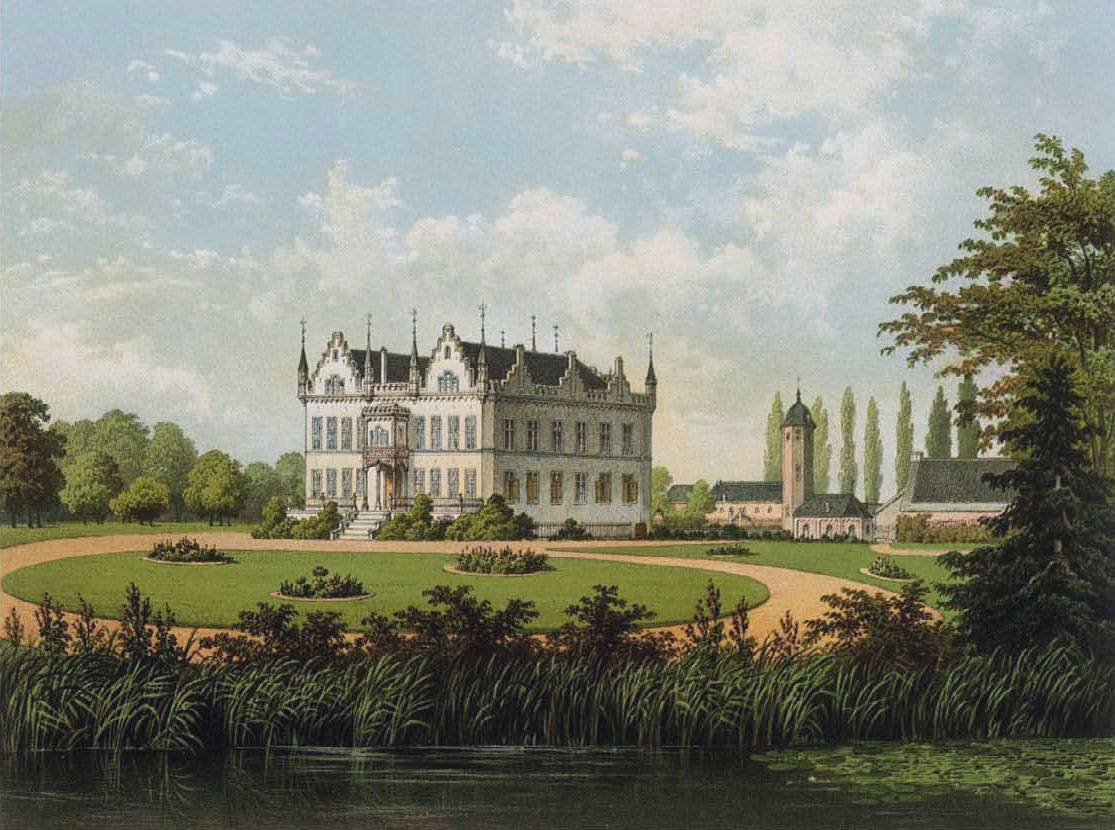
Haus Horst auf einer Farblithografie von 1867

In der ersten Hälfte des 19. Jahrhunderts gelangte Haus Horst in bürgerlichen Besitz. Über die Familie Mumm kam es an die Kaufmanns, von denen es 1851 der Hauptmann a. D. Hugo Mundt erwarb. Er ließ das Herrenhaus 1853 nach Plänen von Ernst Friedrich Zwirner im Stil des Historismus umbauen und gab ihm damit seine heutige Gestalt. Dabei erhielt der kleine Innenhof eine Überdachung aus Glas sowie eine umlaufende Galerie aus Holz. 1866 wurde die Anlage an Henry Cockerill aus Burtscheid veräußert. Es folgten mehrfache Besitzerwechsel, bis schließlich die damalige Stadt Rheydt 1950 Eigentümerin wurde. Da die Gebäude jedoch nicht genutzt wurden, verfielen sie allmählich, ehe 1978 10-jährige Restaurierungsmaßnahmen begannen. Im Zuge dieser Arbeiten wurde der Haupteingang von der Westseite an die rückwärtige Ostseite verlegt und die Vorburg zu Wohnzwecken umgestaltet. Anschließend nahm 1988 im Herrenhaus eine Privatklinik für Psychiatrie, Psychotherapie und Psychosomatik ihren Betrieb auf.

## Beschreibung
Haus Horst steht an der östlichen Stadtgrenze von Mönchengladbach in der Nähe zum Schloss Liedberg und zum Korschenbroicher Stadtteil Liedberg. Es liegt in einer ursprünglichen erhaltenen landwirtschaftlichen Lage aus Ackerbaubereichen, parkähnlichen Wäldern und Weidegebieten. Die zweiteilige Anlage besteht aus einem Herrenhaus und einer westlich davon gelegenen Vorburg mit ehemaligen Stallungen und Remise. Das gesamte Areal wird von einem breiten Wassergraben umgeben, dessen Wasser von den Sümpfungsmaßnahmen des Braunkohletagebaus stammt. Der Graben ist der einzige Rest der einstigen Befestigungswerke, die das Haus in der Frühen Neuzeit umgaben und später gründlich geschleift wurden.
Die zweiflügelige Vorburg besitzt einen Grundriss in L-Form. Ihr Hauptgebäude stammt von 1853. Auffälligster Bau ist das zweigeschossige Torhaus im westlichen Flügel, das noch aus dem 17. Jahrhundert stammt. Im Dreiecksgiebel über seiner rundbogigen Tordurchfahrt aus Sandstein befand sich früher ein Wappenstein mit Inschrift, der in heutiger Zeit jedoch abgehauen ist. Erhalten sind hingegen noch die beiden Löcher für die Ketten der einstigen Zugbrücke, die über den Graben zum Torbau führte.
Der Innenhof der Vorburg wird heute zu einem Gutteil von einem Ziergarten eingenommen, der – von einem neugotischen Gitter eingefasst – genau in der von Tordurchfahrt und ehemaligem Haupteingang des Herrenhauses gebildeten Achse liegt. Ganz in seiner Nähe steht an der Nordwest-Ecke des heute verlandeten Herrenhausgrabens ein achtseitiger Backsteinturm mit schmalen Fenstern, die ein Gewände aus Haustein besitzen. Er stammt aus dem 17. Jahrhundert. Seine vier Geschosse sind von einer schiefergedeckten, geschwungenen Haube bedeckt. Nördlich schließt sich ihm eine 1866 errichtete Kapelle an, die heute von der Klinikverwaltung genutzt wird.
Das Herrenhaus im Stil der Neogotik und Neorenaissance ist ein zweigeschossiger Putzbau mit einem nahezu quadratischen Grundriss. Sein ältester Kern ist das spätgotische Burghaus an der Südwest-Ecke des Gebäudes, das zu Beginn des 17. Jahrhunderts überformt wurde und heute noch an der Südseite ein klein wenig aus der Mauerflucht hervorspringt. Maueranker in Form der Jahreszahl 1618 zeugen von der Umgestaltung des Hauses. Die westliche Gebäudeseite wird durch einen quadratischen Turm mit drei Stockwerken bestimmt, welcher der Fassade mittig vorgelagert und von einem Zinnenkranz abgeschlossen ist. Dort befand sich früher der Haupteingang. Eine Freitreppe führt an der rückwärtigen Gartenseite zu einer Terrasse, von der das spitzbogige Gartenportal erreichbar ist. Darüber befand sich früher ein auf Säulen ruhender Erker, welcher der Chor der kleinen Hauskapelle war. Die architektonischen Dekorationen des Gebäudes wie Erkertürmchen und Treppengiebel sind typische Zutaten des Historismus. Die Innenausstattung stammt vollständig aus dem 19. Jahrhundert. Einzige Ausnahme sind zwei barocke Türen aus der Mitte des 18. Jahrhunderts.

## Klinik
1988 entstand hier eine Privatklinik für Psychiatrie, Psychotherapie und Psychosomatik. Sie besitzt 35 vollstationäre und 5 tagesklinische Behandlungsplätze. Träger ist Oberberg Kliniken.